# Lijst van beschermd erfgoed in Engis
Onderstaande tabel geeft een overzicht van de beschermde erfgoederen in de gemeente Engis. Het beschermd erfgoed maakt deel uit van het cultureel erfgoed in België.
| Object | Bouwjaar/architect | Deelgemeente | Adres                | Coördinaten                   | Nummer?                | Afbeelding |
| --- | ------------------ | ------------ | -------------------- | ----------------------------- | ---------------------- | --- |
| Pastorie en interieur koor |                    |              | rue Gérée, n°8       | 50° 33' 28" NB, 5° 21' 43" OL | 61080-CLT-0003-01 Info | Pastorie en interieur koor |
| Gebouwen aan rue Lecrenier n°55, genaamd "Héna", en ensemble van het gebouw en zijn omgeving |                    |              | rue Lecrenier n°55   | 50° 33' 27" NB, 5° 22' 14" OL | 61080-CLT-0007-01 Info | Gebouwen aan rue Lecrenier n°55, genaamd "Héna", en ensemble van het gebouw en zijn omgeving |
| Achttiende eeuw huis (gevels, daken, interieurelementen van de achttiende eeuw: het stucwerk in de woonkamer op de begane grond trap, deuren, chassis, bosje achter zandstenen open haard op de begane grond), bijgebouw als linker uitbreiding (gevels en daken), de bouw van de zeventiende eeuw loodrecht op het schema en met uitzicht op de tuin (voor- en achtergevel) en het ensemble van het huis en de tuin. |                    |              | rue J. Wauters, n°16 | 50° 34' 52" NB, 5° 24' 11" OL | 61080-CLT-0008-01 Info | Achttiende eeuw huis (gevels, daken, interieurelementen van de achttiende eeuw: het stucwerk in de woonkamer op de begane grond trap, deuren, chassis, bosje achter zandstenen open haard op de begane grond), bijgebouw als linker uitbreiding (gevels en daken), de bouw van de zeventiende eeuw loodrecht op het schema en met uitzicht op de tuin (voor- en achtergevel) en het ensemble van het huis en de tuin. |
| Grotten van Lyell en Rosée |                    |              |                      | 50° 34' 35" NB, 5° 24' 24" OL | 61080-PEX-0001-01 Info | |